# Georg Ebell (Abt)

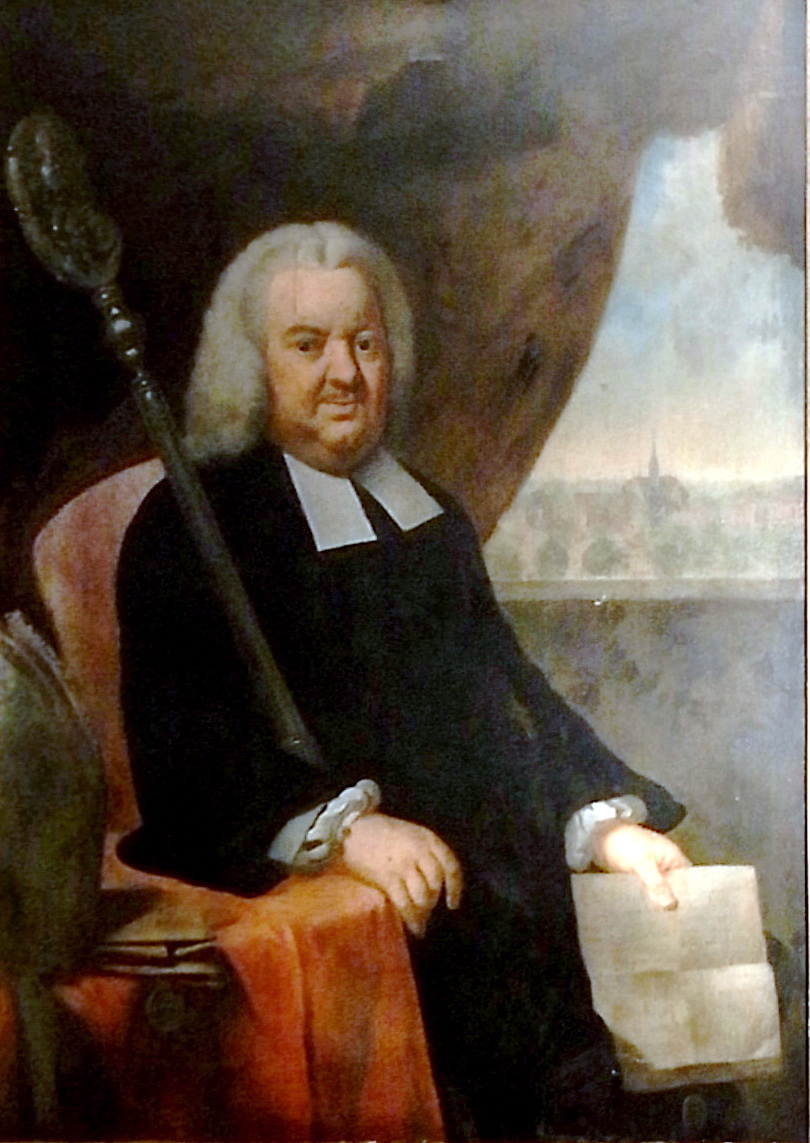
Georg Wilhelm Ebell

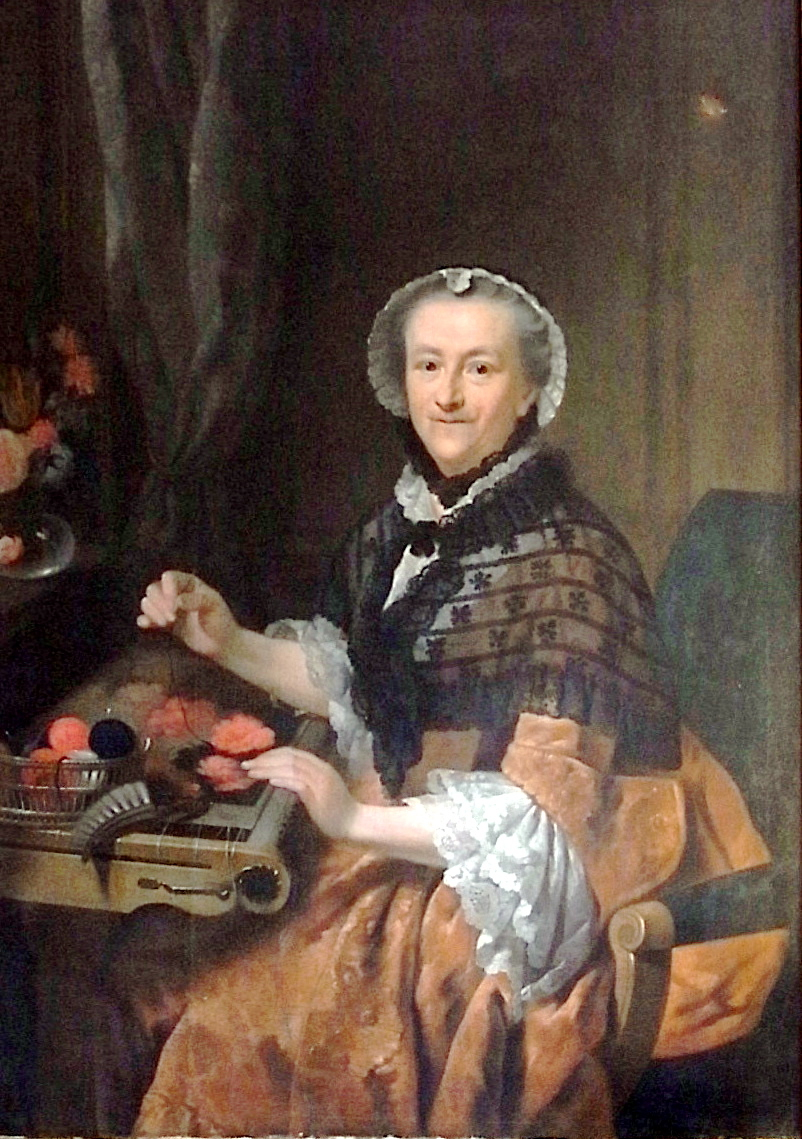
Clara Ebell

Georg Wilhelm Ebell (* 22. Oktober 1696 in Celle; † 8. Mai 1770 in Hannover) war von 1732 bis zu seinem Tode Abt im Kloster Loccum.

## Leben
Als Sohn des Hofmedicus Heinrich Christoph Ebell (1652–1727) und seiner 3. Ehefrau Dorothea Ebell, geb. Willich (1671–1748) studierte Ebell Theologie an der Universität Jena. Nach einem Aufenthalt in London von 1720 bis 1722 kam er im Jahre 1723 nach Loccum und wurde mit der Verwaltung des Klostervermögens beauftragt. 1728 wurde er Prior und 1732 schließlich Abt des Klosters. Gleichzeitig war er 1. Land- und Schatzrat der Calenberg-Grubenhagensche Landschaft. In diesem Amt reformierte er die Steuerkasse und führte eine Witwenkasse ein.
Am 27. März 1750 gründete König Georg II auf Initiative von Ebell und Albert Christoph von Wüllen die „Brand-Assecurations-Societät“, die die Keimzelle der späteren Landschaftlichen Brandkasse darstellt und aus der die heutige Versicherungsgruppe Hannover hervorging. Ebells Initiative nahm eine Anregung von Leibniz aus dem Jahre 1678 wieder auf.
In seiner Tätigkeit als Abt sorgte er unter anderem für die Renovierung des Loccumer Hofs und die Sanierung der Klosterfinanzen. Ebell starb am 8. Mai 1770. Sein Grab befindet sich auf dem Gartenfriedhof in Hannover. An der Loccumer Klosterkirche wurde ihm ein Denkmal errichtet. Außerdem ist eine Straße in Hannover-Kleefeld nach ihm benannt.
Georg Wilhelm Ebell war seit 1739 mit Clara Henriette E. Bötticher (1705–1776), Tochter des Andreas Julius Bötticher, verheiratet. Ein Sohn war der Hofrath und Oberpostmeister Georg August Ebell (1745–1824).